# Svenska Serien
A Svenska Serien, más alakban Svenska Fotbollserien egy már megszűnt svéd labdarúgó-bajnokság. A bajnokság 1910 és 1924 között létezett, kisebb megszakításokkal. Utódja az Allsvenskan.

## Győztesek
| Szezon  | Győztes           | Második        |
| ------- | ----------------- | -------------- |
| 1910    | Örgryte IS (1)    | AIK            |
| 1911–12 | Örgryte IS (2)    | Djurgårdens IF |
| 1912–13 | IFK Göteborg (1)  | Örgryte IS     |
| 1913–14 | IFK Göteborg (2)  | Örgryte IS     |
| 1914–15 | IFK Göteborg (3)  | AIK            |
| 1915–16 | IFK Göteborg (4)  | AIK            |
| 1916–17 | IFK Göteborg (5)  | Örgryte IS     |
| 1918–19 | Nem rendezték meg |                |
| 1920–21 | Örgryte IS (3)    | GAIS           |
| 1921–22 | Nem rendezték meg |                |
| 1922–23 | GAIS (1)          | AIK            |
| 1923–24 | Örgryte IS (4)    | AIK            |

## A legsikeresebb csapatok
| Címek | Klub         |
| ----- | ------------ |
| 5     | IFK Göteborg |
| 4     | Örgryte IS   |
| 1     | GAIS         |